# Yuka Iguchi
Yuka Iguchi (井口 裕香?, Iguchi Yuka; Tokyo, 11 luglio 1988) è una doppiatrice giapponese.
È affiliata con Office Osawa.

## Ruoli
In grassetto sono evidenziati i ruoli da protagonista.

### Anime
- Arata-naru Sekai Hongo
- A Channel +smile (Keiko)
- Ano natsu de matteru (Chiharu Arisawa)
- Bakemonogatari (Tsukihi Araragi)
- Battle Spirits Saikyō Ginga Ultimate Zero (Mugen)
- Bokurano (Mako Nakarai)
- Boku wa Tomodachi ga Sukunai (Maria Takayama)
- Boku no imōto wa "Ōsaka-okan" (Kaede)
- C³ (Sovereignty)
- Canvas 2 (Kawana Takatou)
- Chibi Devi! (Honoka Sawada)
- Denpa Onna to Seishun Otoko (Yashiro Hoshimiya)
- Delicious Party ♡ Pretty Cure (Ran Hanamichi/Cure Yum-Yum)
- Chibi Devi! (Honoka Sawada)
- Fairy Tail (Sherry Blendi)
- Fractale (Enri Granitz)
- Girls Und Panzer (Reizei Mako)
- Goblin Slayer (Cow Girl)
- Ichiban ushiro no dai maō (Yūko Hattori/Yuri Hoshino)
- Idolmaster: Xenoglossia (Haruka Amami)
- Hime Chen! Otogi Chikku Idol Lilpri (Karen)
- Jewelpet Tinkle (Tametorin e Toristein)
- Kamen no Maid Guy (Naeka Fujiwara)
- Koharu Biyori (Ayumi Hagiwara)
- Mai-Otome 0~S.ifr~ (M-9)
- Mayo Chiki! (Konoe Subaru)
- Mayoi Neko Overrun! (Chise Umenomori)
- Mitsudomoe Zōryōchū! (Shiori Itou)
- Nisemonogatari (Tsukihi Araragi)
- No Game No Life (Kurami Zell)
- Nyan Koi! (Kaede Mizuno)
- Otome yōkai Zakuro (Sakura)
- Owari no Seraph (Mitsuba Sanguu)
- Ro-Kyu-Bu! (Maho Misawa)
- Sankarea (Furuya Mero)
- Senki Zesshō Symphogear (Miku Kohinata)
- Senran Kagura (Hibari)
- Senran Kagura Shinovi Master (Hibari)
- Shakugan no Shana-tan Revenge (Index-tan)
- Shangri-La (Karin Ishida)
- Tamayura (Norie Okazaki)
- A Certain Scientific Railgun (Index)
- A Certain Magical Index (Index)
- A Certain Magical Index II (Index)
- True Tears (Aiko Andō)
- That Time I Got Reincarnated as a Slime (Velzard)
- Valkyrie Drive: Mermaid (Mirei Shikishima)
- Yumedamaya Kidan (Naho)
- Zero no tsukaima (Irukuku)

### Videogiochi
- Tokimeki Memorial 4 (Fumiko Yanagi)
- Muramasa: La spada demoniaca (Sayo)
- Cross World - The World of Etatia (Tsukika)
- Atelier Totori: Alchemist of Arland 2 (Mimi Houllier Von Schwarzlang)
- Senran Kagura Burst (Hibari)
- To aru majutsu no index (Index)
- Ore no Imōto ga Konna ni Kawaii Wake ga Nai Portable (Index)
- Senran Kagura: Shinovi Versus (Hibari)
- Muramasa Rebirth (Female Ascetic)
- Senran Kagura: Bon Appétit! (Hibari)
- NAtURAL DOCtRINE (Gomori)
- Senran Kagura 2: Deep Crimson (Hibari)
- Etrian Odyssey Untold 2: The Fafnir Knight (Chloe)
- Busou Shinki (Lilleviette)
- Senran Kagura: Estival Versus (Hibari)
- Rodea the Sky Soldier (Tonio)
- Shin Megami Tensei: Devil Survivor 2 - Record Breaker (Otome Yanagiya)
- Valkyrie Drive: Bhikkhuni (Mirei Shikishima)
- Gundam Breaker 3 (Misa Satsukino)
- JoJo's Bizarre Adventure: Eyes of Heaven (Tsurugi Higashikata)
- Senran Kagura: Peach Beach Splash (Hibari)
- Dragon Quest Rivals (Tara, Cobi)
- Shinobi Master Senran Kagura: New Link (Hibari, Sekirei, Kurosaki Mea)
- Million Arthur: Arcana Blood (Clone Elle, Supporter Enide, Foible Elle)
- Senran Kagura Burst Re: Newal (Hibari)
- Mega Man 11 (Roll)
- Dragalia Lost (Lily)
- Arknights (Hibiscus, Saria)
- Goddess of Victory: Nikke (Liter)
- Zenless Zone Zero (Koleda Belobog)
- Gundam Breaker 4 (Misa Satsukino)